# Ligne Wakasa
La ligne Wakasa (若桜線, Wakasa-sen) est une ligne ferroviaire exploitée par la compagnie privée Wakasa Railway dans la préfecture de Tottori au Japon. Elle relie la gare de Kōge à Yazu à celle de Wakasa à Wakasa.

## Histoire
La ligne est ouverte la 20 janvier 1930 par la société gouvernementale des chemins de fer japonais. Elle est transférée à la Wakasa Railway le 13 octobre 1987 qui en commence l'exploitation le lendemain. Le 1er avril 2009, la propriété de la ligne est transférée aux municipalités de Yazu et Wakasa.

## Caractéristiques

### Ligne
- Longueur : 19,2 km
- Ecartement : 1 067 mm
- Nombre de voies : voie unique

### Services et interconnexions
La ligne est parcourue par des trains omnibus dont certains continuent sur la ligne Inbi jusqu'à la gare de Tottori.

### Liste des gares
La ligne comporte 9 gares.
| Gare          | Nom japonais | Distance (km) | Correspondances                 | Localisation |
| ------------- | ------------ | ------------- | ------------------------------- | ------------ |
| Kōge          | 郡家         | 0             | JR West : Inbi (interconnexion) | Yazu         |
| Yazu-Kōkō-mae | 八頭高校前   | 0,9           |                                 | Yazu         |
| Inaba-Funaoka | 因幡船岡     | 2,4           |                                 | Yazu         |
| Hayabusa      | 隼           | 4,4           |                                 | Yazu         |
| Abe           | 安部         | 7,1           |                                 | Yazu         |
| Hattō         | 八東         | 9,8           |                                 | Yazu         |
| Tokumaru      | 徳丸         | 11,6          |                                 | Yazu         |
| Tampi         | 丹比         | 13,5          |                                 | Yazu         |
| Wakasa        | 若桜         | 19,2          |                                 | Wakasa       |